# Vận Thành
Vận Thành (tiếng Trung: 运城市), Hán Việt: Vận Thành thị, là một địa cấp thị tại tỉnh Sơn Tây, Cộng hòa Nhân dân Trung Hoa. Diện tích: 14.106 km², trong đó diện tích vùng thành thị là 1237 km². Dân số năm 2004 là 4,86 triệu người, trong đó khu vực đô thị là 629.000 người.
Vận Thành là quê hương của Quan Vân Trường thời Tam Quốc, và Cập Thời Vũ Tống Công Minh trong tiểu thuyết Thủy Hử của Thi Nại Am, Tống Giang làm chức Áp Ty của Vận Thành.

## Các đơn vị hành chính
Địa cấp thị Vận Thành quản lý các đơn vị thị hạt khu (quận nội thành) và các huyện:

### Cácquận nội thành
- Diêm Hồ (盐湖区)

### Cácthành phố cấp huyện
- Thành phố cấp huyện Hà Tân (河津市)
- Thành phố cấp huyện Vĩnh Tế (永济市)

### Cáchuyện
- Văn Hỷ (闻喜县)
- Tân Giáng (新绛县)
- Bình Lục (平陆县)
- Viên Khúc (垣曲县)
- Giáng (绛县)
- Tắc Sơn (稷山县)
- Nhuế Thành (芮城县)
- Hạ (夏县)
- Vạn Vinh (万荣县)
- Lâm Y (临猗县)